# Parkeerautomaat

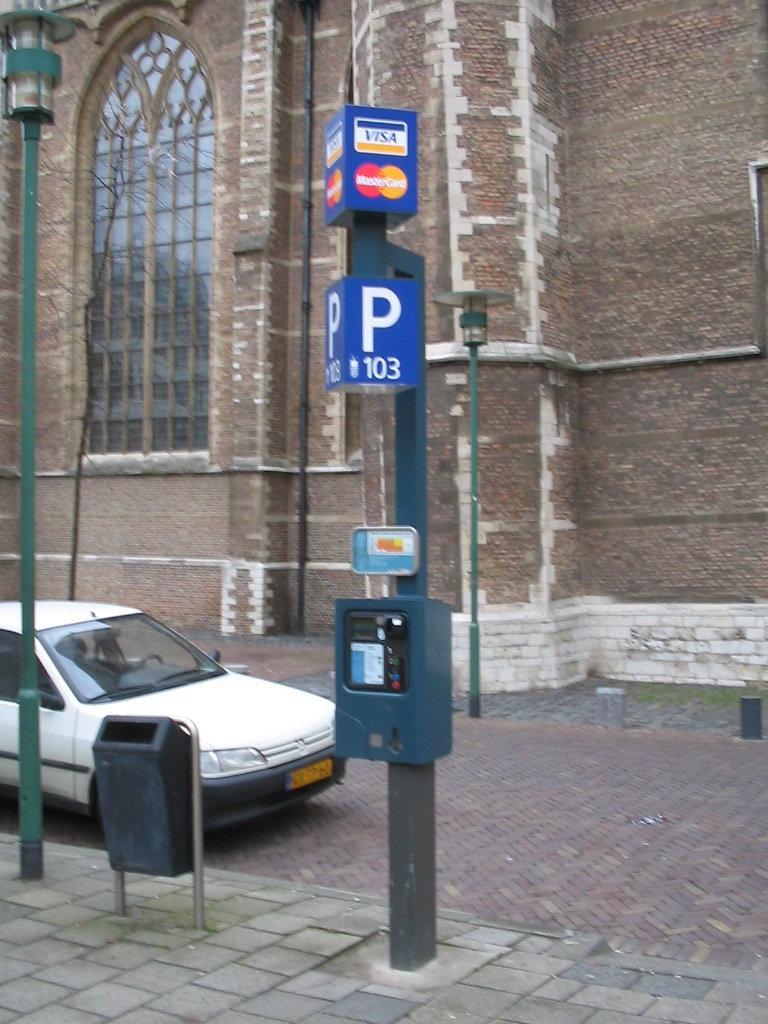
Parkeerautomaat in Rotterdam

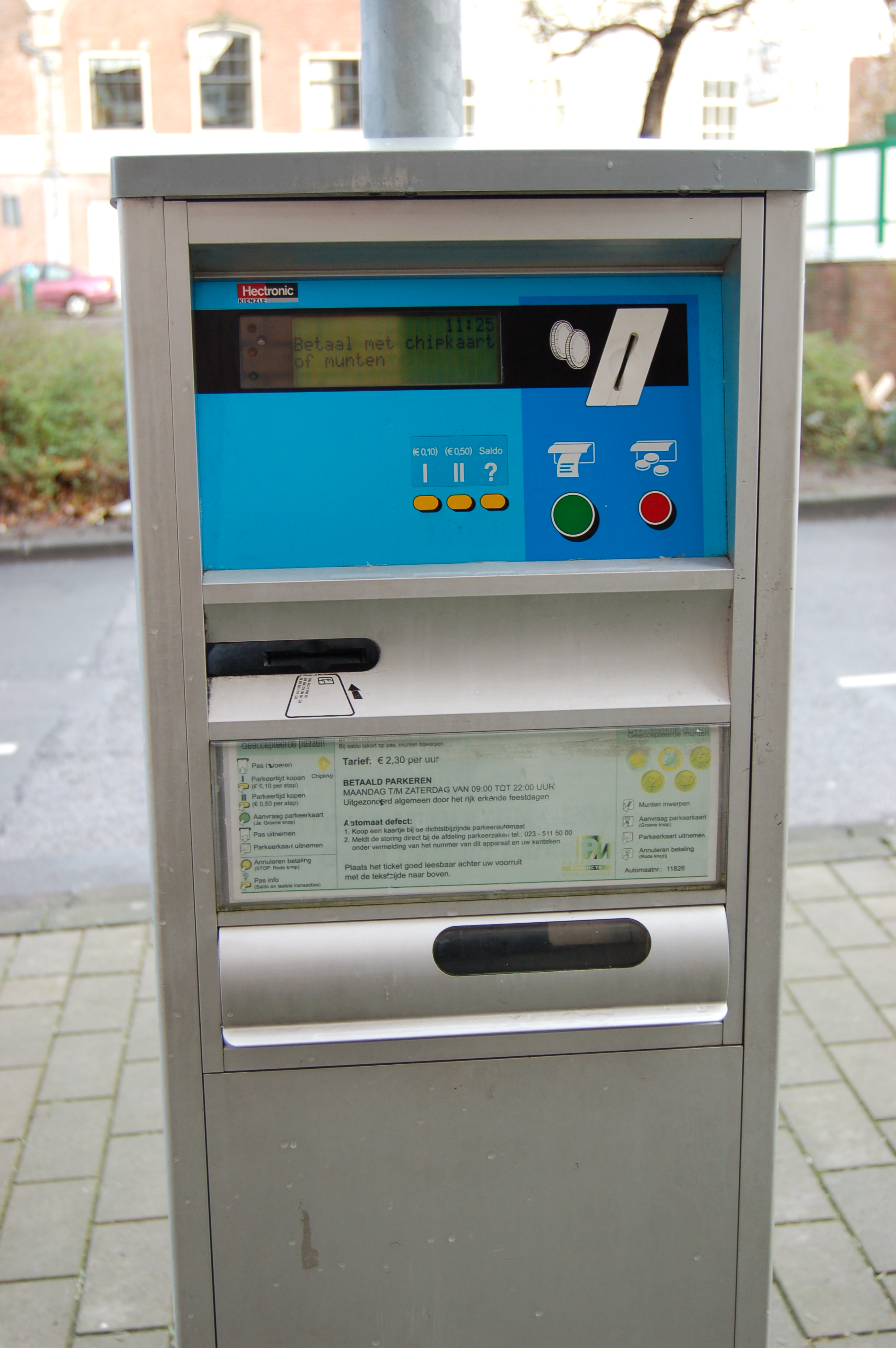
Parkeerautomaat: geld of chip

Een parkeerautomaat is een verkoopautomaat die in een straat of een parkeergarage staat waar men parkeerbelasting moet betalen om te parkeren. Een parkeerautomaat is niet hetzelfde als een parkeermeter. Een parkeermeter is vaak ouder en werkt volgens andere principes. 

## Systemen
In het algemeen geeft een parkeerautomaat een ticket dat zichtbaar onder de voorruit moet worden geplaatst. Dit is meestal het geval bij straatparkeren. Er bestaan ook automaten met vaknummers die moeten worden ingetoetst en zonder ticket werken. Bij parkeergarages werkt het ticket na betaling ook als uitrijkaart om de slagboom bij de uitgang te openen. Langs de straat worden in sterk afnemende mate nog parkeermeters toegepast.

## Tarieven
Parkeerbelasting wordt betaald aan de gemeente waar men parkeert want het parkeergeld komt niet in de staatskas terecht maar in de gemeentekas. De hoogte van parkeerbelasting wordt bepaald door de gemeente en verschilt dan ook per gemeente. Binnen een gemeente zelf kunnen ook weer verschillende tarieven gelden, afhankelijk van het gebied. Meestal hangt de hoogte van het tarief af van de drukte in de verschillende parkeergebieden. Hoe groter de vraag naar een parkeerplaats, hoe hoger het tarief. Op de tariefkaart, een sticker op de parkeerautomaat, kunnen de parkeertijden en bijbehorende tarieven worden gevonden.

## Betaling in Nederland
Bij veel parkeerautomaten kan niet meer met muntgeld worden betaald. Voordeel daarvan is dat deze automaten niet door dieven geledigd kunnen worden. Er moet dan betaald worden met een creditcard of een andere betaalkaart. In een aantal gemeenten kan er gekozen worden om te betalen met behulp van de mobiele telefoon, het zogenoemde sms-parkeren of door middel van aan- en afmelden via internet of via de telefoon. Voor de telefoon zijn tevens speciale parkeer-apps verkrijgbaar in de verschillende app-stores waarmee men zich kan aan en afmelden. Hiervoor wordt op de parkeerautomaat een zonenummer vermeld dat hierbij dient te worden doorgegeven. Door bij de aanvang van het parkeren aan te melden en bij vertrek af te melden, voorkomt de parkeerder dat er te veel betaald wordt. Bij aanmelding voor sms-parkeren of mobiel parkeren ontvangt men dan een pasje dat achter de voorruit dient te worden geplaatst. Dit kan op afstand worden uitgelezen met een scanauto om te controleren of er is betaald. Wie niet heeft betaald krijgt een boete. Als men vooraf betaalt kan men de vertrektijd niet precies inschatten, en moet men ruim voldoende betalen. Sommige gemeenten geven abonnementen uit voor betaalde parkeerterreinen. Daar krijgt de parkeerder een korting op het geldend parkeertarief. 
Betaalt iemand te weinig parkeerbelasting dan volgt via de gemeente een naheffing. Als een parkeerautomaat niet werkt, dan moet de parkeerder een andere automaat zoeken of anders niet parkeren. Doet hij dat wel, dan kan er een naheffing volgen. Wanneer geconstateerd wordt dat niet of onvoldoende is betaald dan wordt door een parkeercontroleur een naheffingsaanslag opgelegd. De hoogte van de naheffing verschilt per gemeente. Ze is namelijk gebaseerd op het uurtarief geldend op de locatie waarvoor de naheffing is opgelegd. Naast dit uurtarief worden kosten voor de naheffing in rekening gebracht. Deze kosten worden jaarlijks aangepast op basis van het prijsindexcijfer.
Om in bepaalde gevallen betaling zeker te stellen kan de gemeente een wielklem aanbrengen. 